# Eucalyptus canaliculata
Eucalyptus canaliculata är en myrtenväxtart som beskrevs av Joseph Henry Maiden. Eucalyptus canaliculata ingår i släktet Eucalyptus och familjen myrtenväxter. Inga underarter finns listade i Catalogue of Life.